# Unione Sportiva Bagnolese 1938-1939
Questa voce raccoglie le informazioni riguardanti l'Unione Sportiva Bagnolese nelle competizioni ufficiali della stagione 1938-1939.

## Stagione
Con una netta flessione nel girone di ritorno, la Bagnolese vanificò l'ottimo girone di andata, chiuso in vetta con cinque punti di vantaggio sulle più immediate inseguitrici. Nel girone di andata la Bagnolese aveva conquistato 18 punti in 10 partite, frutto di otto vittorie e due pareggi, e sembrava ormai destinata a vincere il girone e a qualificarsi alle finali per la promozione in Serie B. Tuttavia nel girone di ritorno i nerostellati declinarono conquistando solo sette punti (tre vittorie, un pareggio e sei sconfitte), facendosi così sorpassare da MATER, Savoia e Popoli, e chiudendo al quarto posto (a pari punti con il Popoli terzo ma con un peggior quoziente reti).

## Divise
| Casa | Trasferta |

## Rosa

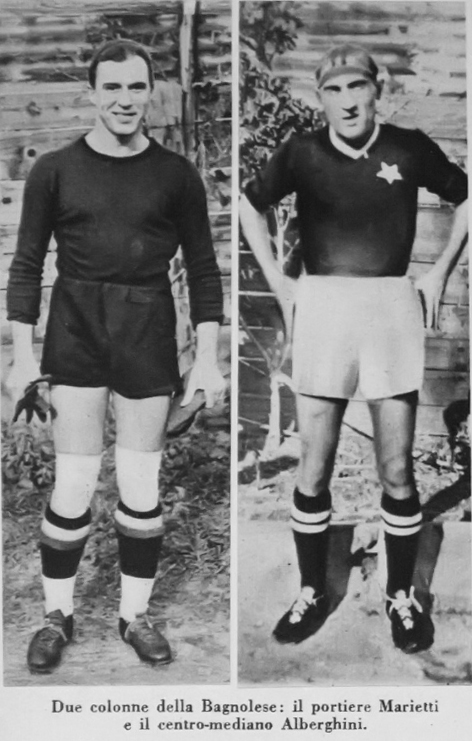
Antonio Marietti e Carlo Alberghini

| N. |                   | Ruolo | Calciatore         |
| -- | ----------------- | ----- | ------------------ |
|    | Italia (bandiera) | C     | Carlo Alberghini   |
|    | Italia (bandiera) | D     | Giuseppe Antonelli |
|    | Italia (bandiera) | D     | Matteo Apicella    |
|    | Italia (bandiera) | D     | Dino De Caprile    |
|    | Italia (bandiera) |       | Vincenzo De Julio  |
|    | Italia (bandiera) | C     | Domenico De Nicola |
|    | Italia (bandiera) | A     | Diego Franzese     |
|    | Italia (bandiera) | C     | Guglielmo Glovi    |
|    | Italia (bandiera) | P     | Antonio Marietti   |

| N. |                   | Ruolo | Calciatore         |
| -- | ----------------- | ----- | ------------------ |
|    | Italia (bandiera) |       | Romeo Melato       |
|    | Italia (bandiera) |       | Riccardo Orlandi   |
|    | Italia (bandiera) | A     | Bruno Paccagnella  |
|    | Italia (bandiera) | D     | Giovanni Peluso    |
|    | Italia (bandiera) | C     | Giuseppe Piccolo   |
|    | Italia (bandiera) |       | Zaverio Puccinelli |
|    | Italia (bandiera) |       | Oscar Sacchi       |
|    | Italia (bandiera) | C     | Stefano Sbriglia   |

## Risultati

### Serie C

#### Girone G

##### Girone di andata
| Arbitro: | Perio |

|            |           |                         |
| Raggis 21’ | Marcatori | 14’ Melato 42’ Franzese |

| Napoli 25 settembre 1938 2ª giornata | Bagnolese | 2 – 1 | Stabia |  |

| Arbitro: | Signorile |

|            |           |                          |
| Dolenz 48’ | Marcatori | 2’ Orlandi 44’ De Nicola |

| Arbitro: | Bennato |

|             |           |              |
| Orlando 37’ | Marcatori | 66’ Liberati |

| Napoli 30 ottobre 1938 6ª giornata | Bagnolese | 4 – 0 | Manfredonia |  |

| Arbitro: | Martelli |

|                          |           |  |
| Orlandi 41’ Franzese 76’ | Marcatori |  |

| Foggia 13 novembre 1938 8ª giornata | Foggia | 0 – 1 | Bagnolese |  |

| Arbitro: | Mariotti |

|                        |           |           |
| Franzese 21’ Glovi 89’ | Marcatori | 17’ Carta |

| Arbitro: | Ronzio |

|  |           |              |
|  | Marcatori | 72’ Franzese |

| Napoli 18 dicembre 1938 11ª giornata | Bagnolese | 2 – 2 | Aquila |  |

##### Girone di ritorno
| Arbitro: | Cilento |

|                                                                               |           |  |
| Orlandi 19’ Sacchi III 34’ Melato 38’ Franzese 42’, 65’ (rig.) Glovi 61’, 75’ | Marcatori |  |

| Arbitro: | Rizzo |

|              |           |  |
| Fiorelli 54’ | Marcatori |  |

| Arbitro: | Senesi |

|  |           |                          |
|  | Marcatori | 43’ Dollenz 80’ Villotti |

| Arbitro: | Caraglio |

|              |           |  |
| Battioni 37’ | Marcatori |  |

| Arbitro: | D'Agostino |

|               |           |                  |
| Giuffrida 50’ | Marcatori | 3’, 21’ Franzese |

| Arbitro: | Pizziolo |

|               |           |  |
| Giraud II 70’ | Marcatori |  |

| Arbitro: | Sini |

|                    |           |  |
| Franzese 4’ (rig.) | Marcatori |  |

| Pescara 12 marzo 1939 20ª giornata | Pescara | 3 – 2 | Bagnolese |  |

| Arbitro: | Naibo |

|                                  |           |                   |
| Sbriglia 28’ Franzese 35’ (rig.) | Marcatori | 62’, 87’ Guasconi |

| Arbitro: | Bonomartini |

|      |           |  |
| ? 8’ | Marcatori |  |

### Coppa Italia
| Arbitro: | Tonetti |

|                                  |           |                 |
| Salvatore 32’ Granato 60’ (aut.) | Marcatori | 16’ Di Giovanni |